# Самнер (Мен)
Самнер (англ. Sumner) — місто (англ. town) в США, в окрузі Оксфорд штату Мен. Населення — 994 особи (2020).

## Демографія
Згідно з переписом 2010 року, у місті мешкало 939 осіб у 383 домогосподарствах у складі 266 родин. Було 565 помешкань
Расовий склад населення:
| - 97,4 % — білих - 0,5 % — корінних американців - 0,4 % — чорних або афроамериканців - 0,3 % — азіатів |

До двох чи більше рас належало 0,7 %. Частка іспаномовних становила 2,0 % від усіх жителів.
За віковим діапазоном населення розподілялося таким чином: 20,7 % — особи молодші 18 років, 64,6 % — особи у віці 18—64 років, 14,7 % — особи у віці 65 років та старші. Медіана віку мешканця становила 45,5 року. На 100 осіб жіночої статі у місті припадало 103,7 чоловіків;  на 100 жінок у віці від 18 років та старших — 104,7 чоловіків також старших 18 років.
Середній дохід на одне домашнє господарство  становив 56 663 долари США (медіана — 48 750), а середній дохід на одну сім'ю — 58 745 доларів (медіана — 51 346). Медіана доходів становила 40 417 доларів для чоловіків та 40 500 доларів для жінок. За межею бідності перебувало 15,9 % осіб, у тому числі 22,5 % дітей у віці до 18 років та 7,0 % осіб у віці 65 років та старших.
Цивільне працевлаштоване населення становило 446 осіб. Основні галузі зайнятості: освіта, охорона здоров'я та соціальна допомога — 27,4 %, роздрібна торгівля — 23,3 %, мистецтво, розваги та відпочинок — 9,4 %, виробництво — 8,7 %.